# Ósteno, o Peidorreiro
Ósteno, o Peidorreiro (em latim: Ostenus ou Eustein Bumbus; em nórdico antigo: Eystein Fret) foi régulo lendário da Noruega do século VIII.

## Vida
Ósteno era filho de Haldano Pernas Brancas e membro da Casa dos Inglingos. No Livro dos Islandeses, aparece como filho de Haldano e pai de Haldano e é mencionado com o epíteto de peidorreiro, cuja origem é desconhecida. A História da Noruega cita a mesma genealogia e epíteto, mas adiciona que fazia uma viagem entre duas ilhas com vários navios perto um do outro, quando foi derrubado da popa pela verga de outro navio, afundando abaixo das ondas e desaparecendo. Segundo a Saga dos Inglingos, reinou após seu pai em Romarícia e Folde Ocidental e casou com Hilda, filha de Érico, filho de Agnar, rei do Folde Ocidental. Érico não tinha varão e morreu no tempo de Haldano, que herdou o Folde Ocidental com seu filho Ósteno.
À época, governava Escildo de Varna, que era muito habilidoso em magia. Ósteno seguiu a Varna com vários navios de guerra e saqueou tudo o que encontrou - roupas e outros objetos de valor e ferramentas agrícolas. Abateram o gado à beira-mar para provisão e depois partiram. Escioldo chegou à praia com seu exército, mas Ósteno partiu e atravessou o fiorde e Escioldo viu suas velas. Então ele pegou sua capa, balançou-a e soprou contra ela. Ósteno estava sentado junto ao leme enquanto contornavam a ilha de Jarlsey, quando outro navio navegou por perto. O estaleiro do outro navio derrubou o rei ao mar e isso foi sua morte. Seus homens pegaram seu cadáver e o levaram para Borró, onde um túmulo foi erguido sobre ele no cume próximo do mar perto de Vatla.
| “ | Mas Ósteno pela verga morto, saiu com a filha do irmão de Bileisto; e agora está o soberano sepultado sobre rochas sobre a borda do cume onde, gelado, perto do túmulo de Ósteno a entrada de Vatla abre para o mar | ” |